# Сейак (кантон)
Сейа́к (фр. Seilhac) — кантон во Франции, находится в регионе Лимузен, департамент Коррез. Входит в состав округа Тюль.
Код INSEE кантона — 1922. Всего в кантон Сейак входят 9 коммун, из них главной коммуной является Сейак.

## Коммуны кантона
| Коммуна       | Население, чел. (2007) | Почтовый индекс | Код INSEE |
| ------------- | ---------------------- | --------------- | --------- |
| Бомон         | 121                    | 19390           | 19020     |
| Лагрольер     | 1 060                  | 19700           | 19100     |
| Пьерфит       | 79                     | 19450           | 19166     |
| Сейак         | 1 750                  | 19700           | 19255     |
| Сен-Жаль      | 637                    | 19700           | 19213     |
| Сен-Клеман    | 1 204                  | 19700           | 19194     |
| Сен-Сальвадур | 291                    | 19700           | 19240     |
| Шамбулив      | 1 294                  | 19450           | 19037     |
| Шанте         | 559                    | 19330           | 19042     |

## Население
Население кантона на 2007 год составляло 6 995 человек.
| 1962  | 1968  | 1975  | 1982  | 1990  | 1999  | 2006  | 2007  |
| ----- | ----- | ----- | ----- | ----- | ----- | ----- | ----- |
| 6 143 | 6 862 | 6 269 | 6 270 | 6 250 | 6 330 | 6 920 | 6 995 |